# 아스라이 (음악 그룹)
아스라이는 대한민국의 음악 그룹이다. 2021년 싱글 [Gestalt]로 데뷔했다.

## 방송
- TV조선 대학가요제 (2024)

## 음반
- Gestalt (2021)
- 스웨터 (2024)
- 나는 겁이 많아서 사랑을 줄 수 없고 (2024)